# منتخب غانا للكريكت
منتخب غانا للكريكت (بالإنجليزية: Ghana national cricket team)‏ هو ممثل غانا الرسمي في المنافسات الدولية في الكريكت .